# القوة الرباعية (النسبية)
القوة الرباعية في نظرية النسبية الخاصة المتجه الرباعي النظير للقوة الفيزيائية الأصلية. وهي معدل التغير في الزخم الرباعي للجسيم بالنسبة إلى الزمن المناسب للجسيم.